# تاريخ الحرب العظمى
تاريخ الحرب العظمى القائم على الوثائق الرسمية بتوجيه من لجنة الدفاع الإمبراطوري (مختصر لـ تاريخ الحرب العظمى أو التاريخ الرسمي البريطاني) هو سلسلة من 109 مجلدات، تتعلق بجهود الحرب التي بذلتها الدولة البريطانية في أثناء الحرب العالمية الأولى. أنتجه القسم التاريخي للجنة الدفاع الإمبراطوري منذ عام 1915 وحتى عام 1949؛ كان العميد السير جيمس إدموندز المديرَ بعد عام 1919. كتب إدموندز العديد من مجلدات الجيش وأثر على اختيار المؤرخين لمجلدات القوات البحرية، والقوات الجوية، والمجلدات الطبية والبيطرية. بدأ العمل على السلسلة في عام 1915، ونُشرت المجلدات الأولى من العمليات البحرية والتجارة البحرية في عام 1920. نُشِر منشور «الجيش» الأول، العمليات العسكرية: فرنسا وبلجيكا 1914 الجزء الأول، وحقيبة خرائط منفصلة في عام 1922، ونُشِر المجلد الأخير، احتلال القسطنطينية، في عام 2010.
قُصِد من تاريخ الحرب العظمى في العمليات العسكرية في الأصل أن يكون تاريخًا فنيًا للأركان العسكرية. كان من المقرر إصدار مجلد واحد للأحداث التاريخية المشهورة للعمليات العسكرية والعمليات البحرية التي يكتبها كتّاب مدنيون لعامة الناس، لكن فُصل السير جون فورتيسكو بسبب بطء العمل في المجلد العسكري ولم تُنشر مسودته. فضّل إدموندز تعيين ضباط متقاعدين وبنصف الأجر، والذين كانوا أرخص من الكتّاب المدنيين، وكتب أنه في بعض الأحيان «فرضت دار الحرب عليه ضباطًا كبار السن، لأنهم لن يحصلوا على ترقية أو عرض عمل، وكانوا خائفين من إخبارهم بذلك».
كتب جي. إم. بايليس في مقدمة عام 1987 لـ العمليات في بلاد فارس 1914-1919 أن الأدلة التي أصدرها مكتب مطبوعات صاحبة الجلالة غير كاملة. حذفت «القائمة القطاعية رقم 60» لعام 1976 مجلدات جاليبولي ولكنها احتوت على حصار الإمبراطوريات المركزية (1937)، والذي كان سريًا واحتُفظ به «للاستخدام الرسمي فقط» حتى عام 1961. تضمن الكتاب الثاني عشر تاريخ وزارة الذخائر واحتلال راينلاند (1929) والعمليات في بلاد فارس 1914-1919 (1929). أعادت إدارة متحف الحرب الإمبراطوري للكتب المطبوعة وباتري بريس نشرَ التاريخ الرسمي في تسعينيات القرن العشرين بخرائط بالأبيض والأسود. أعادت إدارة الكتب المطبوعة والصحافة البحرية والعسكرية نشر المجموعة في كتاب جيب مع خرائط ملونة في العقد الأول من القرن الحادي والعشرين وعلى أقراص دي في دي روم في العقد الثاني من نفس القرن.

## خلفية

### التاريخ الرسمي
بدأ الشكل الحديث للتاريخ العسكري الرسمي في منتصف القرن التاسع عشر بتقارير مكتوبة لتكون دلائل للضباط في وقت لاحق. كانت الأحداث التاريخية وصفًا مفصلًا للأحداث، ولم تكن القراءة سهلة بالنسبة للجمهور العادي وتركت الأحكام لتقدير قراء محترفين بالدرجة الأولى. قررت الحكومة النيوزيلندية بعد الحرب العالمية الأولى أنه ينبغي كتابة تاريخها الرسمي للجمهور، لأنها خاضت الحرب أو دعمت المجهود الحربي. بعد الحرب العالمية الثانية، أدى المستوى الأكاديمي المتدني للتعليم العسكري، وخاصة في التحليل التاريخي، إلى وجهة نظر مفادها أن المؤرخين المدربين تدريبًا مهنيًا لا بد أن يكتبوا التاريخ الرسمي، وأن يطبقوا تدريبهم الأكاديمي لشرح السبب ووصفه أيضًا. نظرًا إلى أن العديد من الأكاديميين شاركوا في الحرب، فمن المتوقع أن لديهم خبرة في الخدمة العسكرية ومعرفة بالحرب لإثراء كتاباتهم. وجهة النظر المعاصرة هي أن التاريخ الرسمي يجب أن يدمج وجهات النظر الثلاث، المتضمنة الوصف التفصيلي اللازم لأعمال التعليم العسكري، ولكن أيضًا أن تكون مناسبة للقراء العامين، ولتوضيح كيف حاول المشاركون حل المشاكل، واستخلاص دروس واضحة من نجاحاتهم وإخفاقاتهم
إن وجهات النظر جميعها التي قد يخدمها إنتاج التاريخ الرسمي غير محصنة ضد الخطأ، لأن المؤرخ العسكري يمكن أن يزيف العمل ويشوه الوثيقة لأسباب شخصية أو سياسية. التاريخ الشعبوي قادر على تمييع القصة إلى حد انعدام القيمة، وقد يميل الأكاديميون المدنيون إلى اختيار الحقائق والتفسيرات وفقًا لمُثُلهم، وأيديولوجيتهم، وأفكارهم المسبقة. من المتوقع أن يكون للتاريخ العسكري المكتوب ككتاب مدرسي أساس في الحقيقة، وذلك ضروري لتعليم الدروس المفيدة للطلاب، ويستند التقرير البريطاني للجنة الدروس المستفادة من الحرب العظمى (تقرير كيرك، 1931) إلى المجلدات المنشورة للتاريخ الرسمي البريطاني التي دُمِجت مع الاستنتاجات الواردة في التقرير في إصدار جديد من لوائح الخدمة الميدانية. يمكن أن تُجرى العمليات مرة أخرى في العراق وإيران، وأن تُنتَج مجلدات التاريخ الرسمي ضد اعتراضات وزارة الخارجية. ركزت الأحداث التاريخية العسكرية على أعمال الوحدات الوطنية، ونادرًا ما أشارت إلى تلك الخاصة بالجيوش المتحالفة والمعارضة؛ التحليل المقارن غائب وقد يكون التحيز الوطني، بسبب الدوافع الخفية مثل إغراء صنع الأسطورة، موجودًا أيضًا. يحتوي التاريخ الرسمي الأسترالي لأستراليا في حرب 1914-1918 الذي حرره تشارلز بين على المبالغة في أهمية المساهمة الأسترالية، ومهارة الجنود الأستراليين، والاستخفاف بجنود بريطانيا وحلفائها. أُلقي اللوم أحيانًا على القادة البريطانيين رفيعي المستوى في الإخفاقات والإصابات الأسترالية، في حين كان من الممكن توجيه انتقادات محقة للضباط الأستراليين رفيعي المستوى.
تعرض سلاح الجو الملكي في فترة ما بعد الحرب لخطر الإلغاء واحتاج إلى مهمة لا يمكن محاكاتها من قبل الجيش أو البحرية، من أجل تبرير وجوده. ركزت أجزاء الحرب في الهواء (1922- 1937) التي كتبها إتش. إيه. جونز على القصف الاستراتيجي غير المبرر، الذي يؤدي إلى عدم توازن العمل. يمكن إخفاء الأحداث المحرجة من خلال عدم كتابتها، وفي التاريخ الرسمي الفرنسي للحرب العظمى، مُررت تمردات الجيش الفرنسي عام 1917 في فقرات قليلة، على الرغم من حدوثها في 43 بالمئة من الجيش الفرنسي. كان العديد من المؤرخين والمحررين والمساهمين في تاريخ الحرب العظمى (1915-1949) من كبار الضباط خلال الحرب، التي كانت لها ميزة جلب المعرفة المباشرة بالأحداث والخبرات الفنية العسكرية إلى العمل، ولكن أدت المخاطرة في الولاء والرغبة المفهومة لحماية سمعتهم إلى إلقاء الملامة الظالمة، وخاصة على الغرباء.
إن سرد معركة بوتلاند (1916) موصوف في المجلد الثالث من تاريخ البحرية الملكية تاريخ العمليات البحرية (1923). نُقّحت مسودة النص بناءً على طلب بعض الضباط العاملين في المعركة لإزالة التعليقات النقدية عنهم. تقاعد العديد من هؤلاء الضباط أو توفوا عندما نُشرت نسخة منقحة في عام 1940، لكن لم تُستعَد الفقرات المستبعدة. انتُقدت مجلدات العمليات العسكرية للجيش البريطاني بسبب خيانة الأمانة، وعدم إلقاء اللوم على القيادة العامة في مدى الخسائر البريطانية. اتُّهم المؤلفون بتبرئة المارشال الميداني السير دوغلاس هيغ، قائد قوة المشاة البريطانية منذ ديسمبر عام 1915 وحتى نهاية الحرب، افتراضيًا. في عام 2011، كتب نيل ويلز: «بما أن التاريخ هو وصفٌ للأحداث، لا عملٌ تحليلي يتضمن انتقادات واستنتاجات، فإن هيغ وغيره من القادة يتهربون من المسؤولية الواضحة عن الإخفاقات، ومع ذلك، يُترك للقارئ حرية صياغة الاستنتاجات».

### تاريخ بريطانيا الرسمي
كُتبت الأحداث التاريخية الرسمية في عام 1906 من قبل ثلاثة أقسام في مكتب الحرب وواحد في الأميرالية البريطانية. اقترح اللورد إيشر، رئيس لجنة الدفاع الإمبراطوري، إنشاء لجنة فرعية بوصفها القسم التاريخي، وذلك لإتاحة جمع أرشيفات الجيش والبحرية، باعتبارها مستودعًا لدروس الحرب للاستراتيجيين. اعتقد إيشر أن دروس حرب جنوب أفريقيا (11 أكتوبر 1899 – 31 مايو 1902) لا يمكن إظهارها ما لم تُعامل الجوانب البحرية والعسكرية والسياسية للحرب على أنها واحدة. أُسست اللجنة الفرعية برئاسة السيد جورج كلارك في يناير عام 1907، وكُلف بإكمال التاريخ الرسمي لحرب البوير. بدأ العقيد جورج هندرسون (1854-1903) القصة الأصلية، قبل أن تجبره صحته السيئة على التقاعد. أكمل هندرسون قبل موته القصة حتى بداية الحرب، ولكنها لم تُنشر. أوصل اللواء جون موريس النسخة الأخيرة إلى النشر، (تاريخ الحرب في جنوب أفريقيا 1899-1902، أربعة مجلدات، 1906-1910)، لكنه احتاج عددًا كبيرًا من المساعدين الذين زادوا من سعر الكتاب؛ حظي هذا الكتاب بالاستحسان ولكنه لم يُبَع على نحو جيد.

## معرض صور

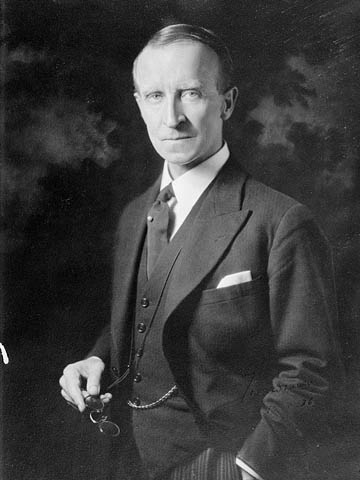
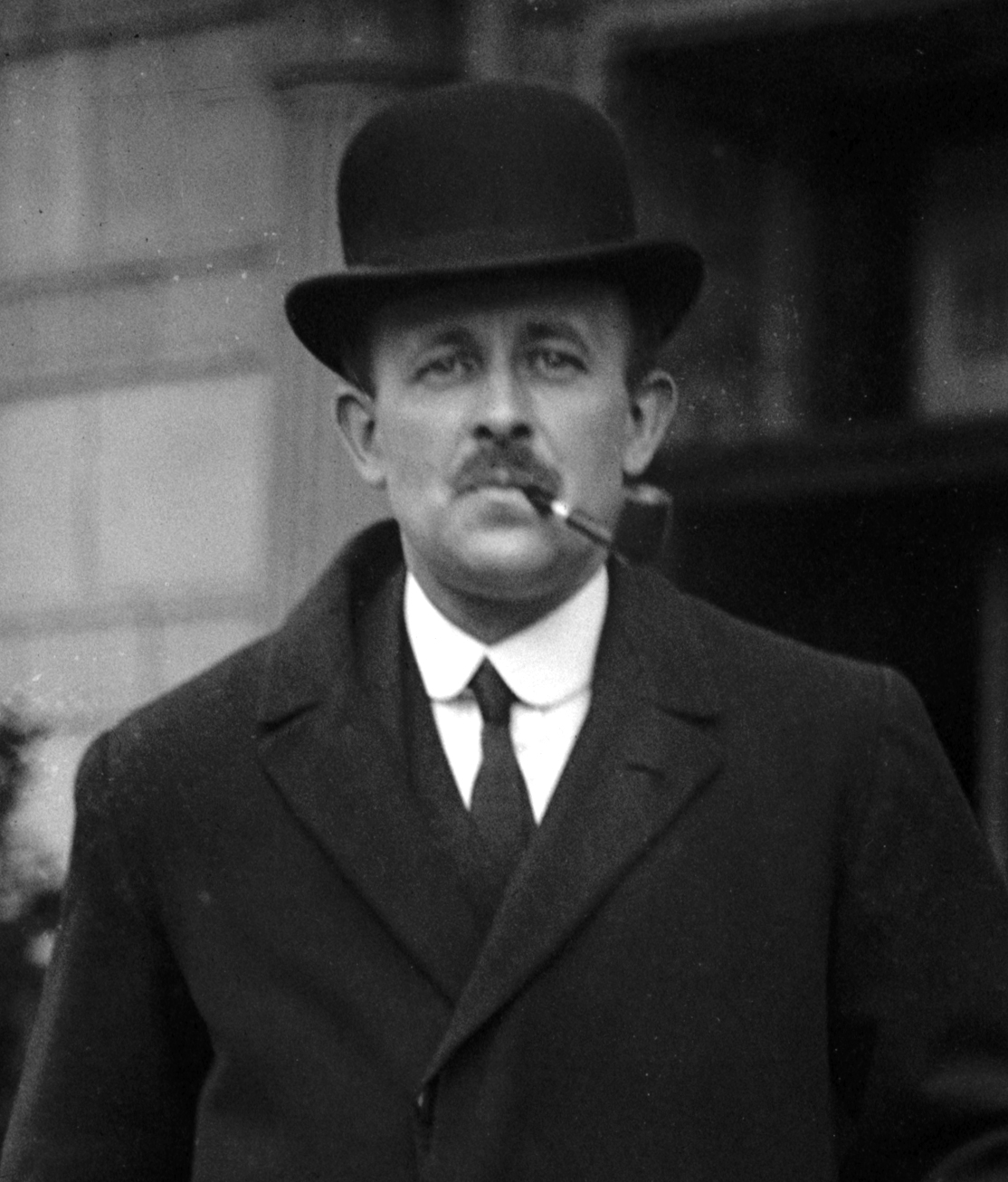
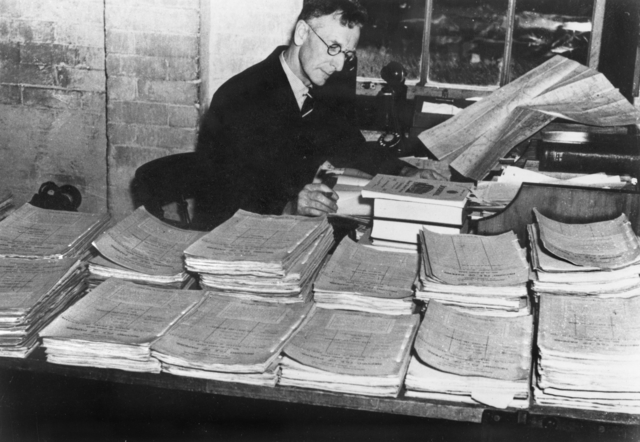
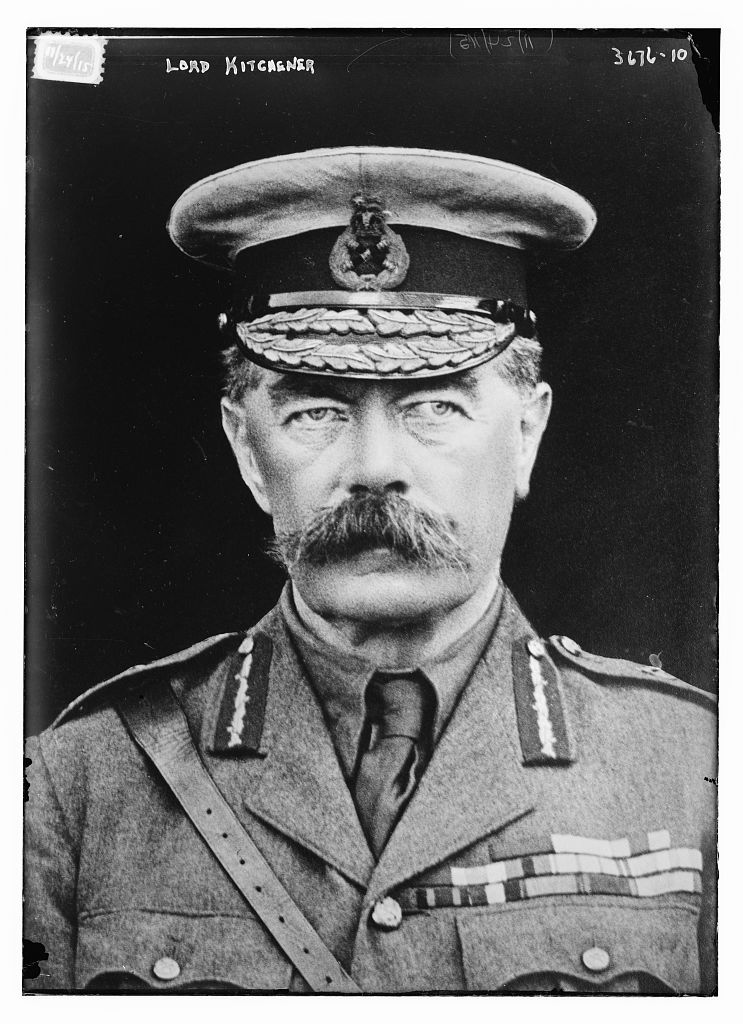
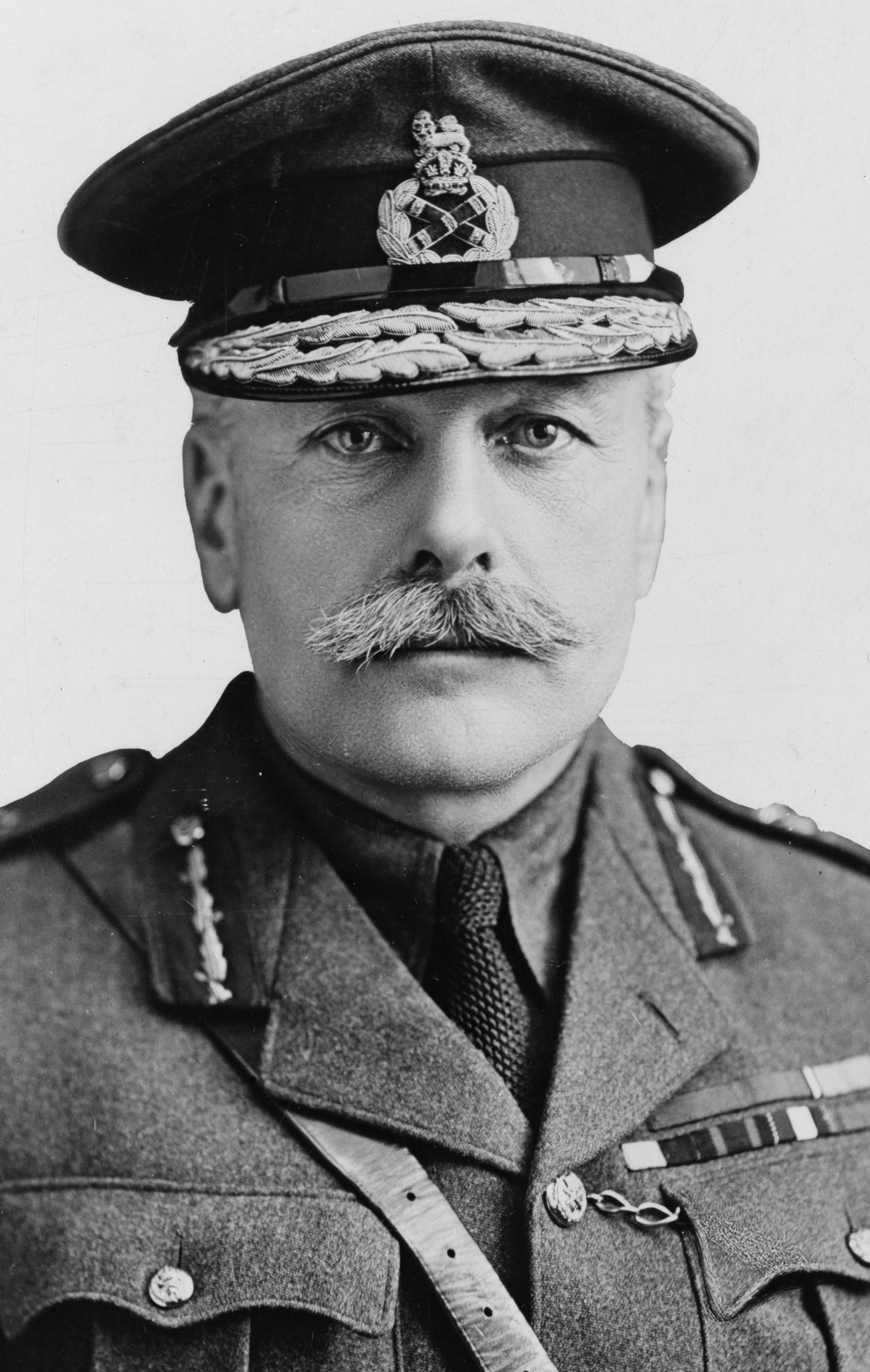
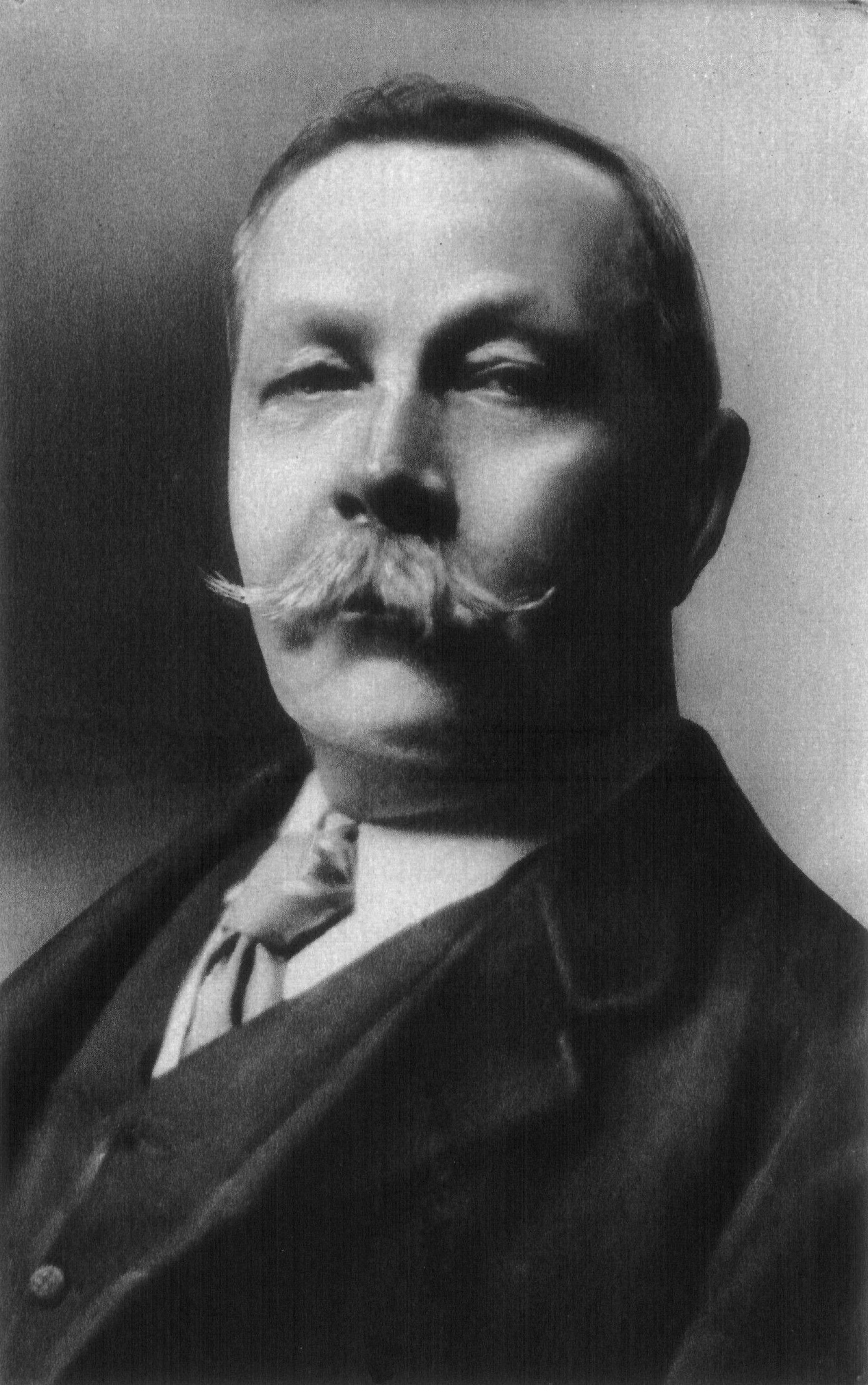